# Dead Cities, Red Seas & Lost Ghosts
Dead Cities, Red Seas & Lost Ghosts – drugi album francuskiej grupy elektronicznej M83, wydany w 2003 roku. Fotografia na okładce, wykonana przez Justine Kurland, nosi nazwę Snow Angels. Edycja amerykańska zawiera bonusowy dysk z 5 utworami.

## Odbiór
W sierpniu 2009 roku witryna Pitchfork Media umieściła płytę na 188. miejscu listy najlepszych albumów dekady.

## Lista utworów
1. Birds – 0:53
2. Unrecorded – 4:11
3. Run into Flowers – 4:09
4. In Church – 3:58
5. America – 3:06
6. On a White Lake, Near a Green Mountain – 4:43
7. Noise – 3:54
8. Be Wild – 3:19
9. Cyborg – 3:48
10. 0078h – 4:01
11. Gone – 6:07
12. Beauties Can Die – 14:38 (zawiera hidden track, rozpoczynający się w 11:17 po dłuższej ciszy)